# Lilian Staveley
Lilian Louise Staveley (Londres, 1871-1928) foi uma escritora e mística inglesa que publicou seus livros sob pseudônimo e que só após a morte recebeu crédito por eles. Seu marido, o general William Staveley, do exército britânico, só se deu conta da intensa vida contemplativa secreta da mulher após seu falecimento.
Os três livros publicados em vida por Lilian Staveley foram compostos num estilo claro e direto, despretensioso, um estilo "feminino", por assim dizer, que não poupava críticas ao "machismo" de certos eclesiásticos misóginos. Este estilo profundamente pessoal, e altamente literário segundo a tradição britânica, se coadunava perfeitamente com a narrativa de sua jornada espiritual rumo a Deus, num contexto cristão. Staveley acreditava ser uma pessoa comum, e de fato foi uma mulher que exteriormente levou a vida da alta classe média aristocrática europeia do começo do século XX. O que a diferenciava era um agudo discernimento, talento literário, profundo senso do sagrado e um amor e  vinculação pessoal extraordinários para com Deus.
Os três livros que publicou em vida foram The Golden Fountain (A Fonte Dourada, publicado em português), de 1919; The Romance of the Soul (O Romance da Alma), de 1920; e The Prodigal Returns (A Filha Pródiga Retorna), de 1921. Uma coletânea de seus escritos, intitulada A Christian Woman's Secret (O Segredo de uma Mulher Cristã) foi publicada nos Estados Unidos.
Em seu livro Modern Mystics, Sir Francis Younghusband (escritor, diplomata e explorador do Himalaia) compara os relatos de Staveley com os do místico indiano Ramakrishna e de Santa Teresa de Lisieux. Younghusband também aponta para as "semelhanças notáveis" entre as experiências espirituais de Lilian Staveley e de alguns místicos hindus. Seus escritos também eram conhecidos por Evelyn Underhill, escritora reputada em religião comparada, e por Frithjof Schuon. O autor brasileiro Mateus Soares de Azevedo dedica a ela um dos capítulos de seu O Livro dos Mestres: Encontros com homens e mulheres notáveis dos tempos modernos.

## Obras
- A Fonte de Ouro, Editora Stella Maris, São José dos Campos, 2024.
- O Romance da Alma (The Romance of the Soul), 1920.
- A Filha Pródiga Retorna (The Prodigal Returns), 1921